# Daniel Hérelle
Daniel Hérelle (Nice, 17 de outubro de 1988) é um futebolista martinicano nascido francês que joga como meia no Golden Lion.
Fez parte dos elencos da Seleção Martinicana nas Copas Ouro de 2013 e 2017.

## Ligações Externas
Daniel Hérelle no Soccerway